# 알고리즘적 과격화
알고리즘적 과격화(또는 과격화 파이프라인) 가설은 유튜브와 페이스북과 같은 인기 소셜 미디어 사이트의 알고리즘이 시간이 지남에 따라 점차 더 극단적인 콘텐츠로 사용자를 몰아가 극단적 정치적 시각으로 과격화시킨다는 개념이다.
2021년부터 이것이 실제적이고 측정 가능한 현상인지를 찾기 위한 연구가 진행 중이다.

## 같이 보기
- 죽은 인터넷 이론
- 반향실 효과
- 극단주의
- 필터 버블
- 선택적 노출 이론
- 매체 편향